# Động mạch chủ cưỡi ngựa
Động mạch chủ cưỡi ngựa (là một dị tật tim bẩm sinh, trong đó động mạch chủ nằm ngay trên vách liên thất, thay vì nằm trên tâm thất trái. Kết quả là động mạch chủ nhận được máu tống từ tâm thất phải, khiến máu giàu oxy và nghèo oxy hòa lẫn với nhau, làm giảm lượng oxy cung cấp cho các mô.
Đây là một trong bốn khiếm khuyết trong tứ chứng Fallot kinh điển. Ba khiếm khuyết khác là hẹp đường thoát thất phải (RVOT) (thường xuyên nhất là hẹp van động mạch phổi), phì đại thất phải (RVH) và tật thông liên thất (VSD).